# Naohiro Tamura
Naohiro Tamura (japanisch 田村 直弘 Tamura Naohiro; * 3. Juli 1978 in der Präfektur Tokushima) ist ein ehemaliger japanischer Fußballspieler.

## Karriere
Tamura erlernte das Fußballspielen in der Schulmannschaft der Tokushima Commercial High School und der Universitätsmannschaft der Momoyama-Gakuin-Universität. Seinen ersten Vertrag unterschrieb er 2000 bei den Gamba Osaka. Der Verein spielte in der höchsten Liga des Landes, der J1 League. Im Juli 2002 wechselte er zum Zweitligisten Sagan Tosu. Für den Verein absolvierte er 28 Ligaspiele. 2004 wechselte er zum Drittligisten Ehime FC. Ende 2004 beendete er seine Karriere als Fußballspieler.